# 費耶特維爾 (密蘇里州)
費耶特維爾（英語：Fayetteville）是位於美國密蘇里州約翰遜縣的非建制地區。

## 歷史
費耶特維爾的郵局於1856年設立，其後於1919年停運。

## 地理
費耶特維爾所處的海拔為高於海平面260米（即853英呎），而該地所採用的時區為UTC-6，即北美中部時區（CST）。同時該地設有夏令時間，為UTC-6調快一小時，即UTC-5（CDT）。